# Antonio Gálvez Ronceros
Antonio Leoncio Gálvez Ronceros (El Carmen, Ica, 14 de octubre de 1932-Lima, 20 de junio de 2023) fue un escritor, periodista, maestro y profesor peruano. Perteneciente a la generación del 50 y miembro del Grupo Narración, es considerado como uno de los grandes cuentistas y narradores de la literatura peruana por haber abierto y descubierto una nueva vertiente, un universo antes desconocido en las letras: el de los afrodescendientes campesinos.
Es autor de Los ermitaños y de Monólogo desde las tinieblas, obra que ha alcanzado el estatus de clásico contemporáneo. Cuentos suyos han sido traducidos al inglés, alemán, griego, francés e italiano.
Recibió en 2012 el Premio Casa de la Literatura Peruana y en el 2015 la distinción de Profesor Emérito de la Universidad Nacional Mayor de San Marcos.

## Primeros años y estudios
Antonio Gálvez Ronceros nació en El Carmen, pero a los tres meses de nacido, él y su familia se mudaron a la ciudad de Chincha Alta, donde se crio.
Si bien creció en la ciudad, realizaba incursiones a la campiña que rodeaba Chincha Alta y a las zonas campestres más alejadas y de difícil acceso. En la primera conoció al campesino mestizo, el cholo costeño; y en las segundas, al campesino negro, el afrodescendiente. Ambas experiencias le servirían para finalmente escribir Los ermitaños y Monólogo desde las tinieblas.
Realizó sus estudios primarios y secundarios en el Colegio José Pardo, donde asistían desde hijos de hacendados y grandes comerciantes hasta hijos de maestros y campesinos. 
Estudió Educación en la Universidad Enrique Guzmán y Valle (La Cantuta) y Literatura en la Universidad Nacional Mayor de San Marcos.

## Carrera como profesor y periodista
Desempeñó la docencia por más de 40 años siendo maestro escolar y profesor universitario de muchas generaciones.
Luego de graduarse de La Cantuta, volvió a Chincha para empezar a trabajar como docente en el colegio donde estudió: el Colegio José Pardo. Después pasó a enseñar en el Colegio Mariano Melgar de Breña.
Destacó como profesor principal en la Facultad de Letras y Ciencias Humanas de la Universidad Nacional Mayor de San Marcos, donde tuvo a su a cargo los cursos de Lengua Española y Redacción en el Departamento de Lingüística; y codirigió el Taller de Narración de la Escuela Académico-Profesional de Literatura, en la misma casa de estudios, por más de veinte años, en compañía de otros escritores como José Antonio Bravo y Jorge Valenzuela.
Se desempeñó asimismo como docente de Lengua Española en la Escuela de Periodismo de la Pontificia Universidad Católica del Perú (1966-1972), y en la Universidad Nacional Agraria de la Molina (1968-1972).
Durante su etapa como periodista, trabajó de redactor en periódicos como el diario oficial El Peruano y La República.

## Trayectoria y vida como escritor

### Formación literaria
El interés y la pasión de Antonio Gálvez Ronceros por la lectura comenzaron a temprana edad. Iba a la biblioteca de Chincha no solo a enriquecerse con literatura, sino también a leer biografías de los grandes pintores del Renacimiento, pues le apasionaba el dibujo. Las primeras obras literarias que leyó fueron las novelas Crimen y Castigo de Dostoyevski y María de Jorge Isaacs cuando tenía 14 años.
Descubrió el gusto por narrar en La Cantuta, y tanto en esta universidad como en San Marcos tuvo a profesores de gran valía, como Manuel Moreno Jimeno, Luis Alberto Ratto Archivado el 25 de febrero de 2020 en Wayback Machine., Wáshington Delgado y Abelardo Oquendo. Este último fue quien finalmente lo alentó a publicar en 1956 su primer cuento, “De perros”, en el suplemento dominical de El Comercio.

### Obra primigenia:Los ermitaños
En 1962, publicó su primer libro de cuentos, Los ermitaños. La crítica literaria se mostró gratamente sorprendida y elogió la calidad de los relatos. Se trata de historias divertidas y conmovedoras que llevan al lector a la reflexión sobre temas como la muerte en la mentalidad colectiva del pueblo. La simplicidad y el humor característicos de sus personajes, y la musicalidad de su habla particular dan vida a un universo rural donde se interpreta la gran tragicomedia de la condición humana.
A partir de ese momento, con los siete cuentos que reúne su primer libro, Gálvez Ronceros se sitúa como una de las voces más originales de la narrativa contemporánea del Perú, pues plasma con gran maestría el mundo de los campesinos mestizos de la costa peruana.

### El Grupo Narración
Gálvez Ronceros, a fines de los sesenta, frecuentaba el Bar Palermo. Allí conoció a varios de los escritores con quienes integró el Grupo Narración.
El grupo literario Narración, nacido en la década de los 70, tuvo el propósito de crear una literatura espléndida técnicamente y decisiva ideológicamente, a favor del cambio social. Antonio Gálvez Ronceros, junto a Oswaldo Reynoso y Miguel Gutiérrez (entre otros miembros) tuvieron la idea de crear la Revista Narración. El primer número se publicó en 1966, pero no fue sino hasta su segundo número, Narración N° 2, en que Gálvez Ronceros formó parte de la revista.

### Consagración:Monólogo desde las tinieblas
En 1975 publicó Monólogo desde las tinieblas, su más célebre y conocido libro. Este es considerado la cumbre en su obra cuentística, pues los cuentos en él introdujeron por primera vez una visión auténtica y original del afrodescendiente campesino a la literatura peruana, tanto por la vivacidad de las historias como por el gran trabajo de lenguaje que ofrece.
En 1974, ganó los Premios Primero y Segundo en el concurso José María Arguedas, organizado por la Asociación Universitaria Nisei del Perú, con los cuentos “Así dile” y “Octubre” que forman parte del mismo libro. Las primeras ediciones constaron de 17 cuentos, y en la edición de Editorial Peisa se agregaron 6 cuentos más.
Acompañan a ellos dibujos trazados por el mismo autor que complementan la visión de ese universo único que plasma en sus libros.

### Obras de fines delsigloXX
En 1983 ganó el Primer Premio de cuento y Segundo de periodismo en los Premios Culturales de la Municipalidad de Lima con “La casa apartada” y “Lima y el candor”, respectivamente. Este último se encuentra en su libro Aventuras con el candor (1989), una selección de sus crónicas y artículos periodísticos publicados en los periódicos La República y El Diario. 
En 1988 publicó Historias para reunir a los hombres con la Editorial Extramuros.

### AGR en elsigloXXIy en la actualidad
Publicó en el 2003 Cuaderno de agravios y lamentaciones, libro que reúne 11 cuentos que se basan en la realidad que vio en su paso por los colegios, y cuya textura reelabora el legado de la tradición oral.
En el 2012 recibió la Distinción Casa de la Literatura Peruana y en el 2015 se le otorgó la distinción de Profesor Emérito de la Universidad Nacional Mayor de San Marcos.
Publicó en 2016 La casa apartada con la Editorial Alfaguara, donde no solo vuelve a tocar el tema del mundo campesino, sino también a explorar nuevos subgéneros como el cuento policial.
Perro con poeta en la taberna (2018) es su último libro y a la vez su primera novela, en donde el autor aborda temas como la vanidad del artista.

## Sobre la obra de AGR

### SobreMonólogo desde las tinieblas
Los cuadros de costumbre que encontramos en el Monólogo […] representan una interpretación original de la tradición peruana al estilo de Ricardo Palma, porque su pintoresquismo es original y sincero y nace de una condivisión de experiencias y vivencias, transformándose así, de esta manera, en un gran homenaje a ese negro […]
Irina Bajini (2014)

En Monólogo desde las tinieblas, el autor se vuelve un orífice de la prosa. Cada frase del léxico popular está trabajada con fina delectación. Los hechos jocosos que se narran, las situaciones insólitas que se plantean, con un lenguaje que sólo utiliza las palabras indispensables, son un vehículo adecuado para conocer la visión del mundo del campesino chinchano, de un realismo descarnado, de una fina ironía y con elementos de carácter mágico.
Marco Martos (2016)

El arte verdadero aspira a conmover, a denunciar, a poner luz en las sombras, a entretener. Y en el mejor de los casos, a todo ello. Como ocurre con Monólogo desde las tinieblas, con su perfecta sencillez, con su gracia.
Dante Trujillo (2017)

### SobreLos ermitaños
Son siete los cuentos y siete las diferentes estructuras […] Gálvez se planta entero en su realidad costeña –el sur chico, como Valdelomar- no para hacer fácil folklore, ni sentimentalismo lugareño, sino para traernos, como en un trozo de tierra que se ofrece con la mano, las pasiones, las costumbres, la ternura, la gracia, los odios y el lenguaje –sobre todo el lenguaje- del agro suyo, con un modo de oír y de mirar también muy suyos.
Luis Alberto Ratto (1962)

Antonio Gálvez Ronceros está considerado por la crítica literaria, y por numerosos lectores, como uno de los cuentistas más valiosos de la tradición peruana. Su primer libro de cuentos, Los ermitaños, de 1962, es objeto de culto.
Marco Martos (2014)

### SobrePerro con poeta en la taberna
Perro con poeta en la taberna (Escuela de Edición de Lima, 2018), primera novela de Antonio Gálvez Ronceros, es una obra maestra. Se trata de una deliciosa fábula, llena de humor, ironía y más de un guiño a elementos mágico-maravillosos, sobre el "cojudismo", enfermedad que aqueja a muchos en el mundillo literario y que se caracteriza, entre otras cosas, por una egolatría que llega a niveles de histeria y un engreímiento capaz de sonrojar a la diva más exigente.
Alonso Rabi (2018)

Por donde la leas, una maravilla, la orfebrería en la prosa, no esperábamos menos del autor. No me refiero a preciosismo narrativo, sino a un código trabajado, que no carece de sustancia vital, esa festiva maña tan ausente en la mayoría de nuestros escritores, ya hipotecados al discurso literario (y extra) de lo políticamente correcto.
Gabriel Ruiz Ortega (2018)

Estamos ante una breve ficción elaborada con una prosa donde el ingenio y la poesía se concilian con brillantez.
José Carlos Yrigoyen (2018)

### SobreLa casa apartada
La maestría artística de Antonio Gálvez Ronceros (Chincha, 1932) vuelve a encandilarnos con uno de los mejores volúmenes de cuentos de esta década: La casa apartada (Alfaguara, 2016, 110 pp.).
Ricardo González Vigil (2016)

Un libro que no solo demuestra la maestría de Gálvez Ronceros sino también su afinado olfato para explorar sus posibilidades y reinventarse con acierto.
José Carlos Yrigoyen (2017)

La casa apartada resulta un feliz reencuentro con lo mejor de la producción de este importante escritor.
Javier Agreda (2016)

## Obras
Libros de cuentos
- Los ermitaños (Difusora Cultural Peruana, 1962; Editorial Colmillo Blanco, 1987; Instituto Nacional de Cultura, 2005; Editorial Peisa, 2010; Fondo Editorial de la Escuela de Edición de Lima, 2019)

- Monólogo desde las tinieblas (Inti Sol Editores, 1975; Municipalidad de Lima Metropolitana, Serie Munilibros / 6, 1986; Editorial Peisa, 1999 y 2009; Alfaguara, 2017; Debolsillo, 2018)

- Monólogo para Jutito (Lluvia Editores, 1986), Serie Abrapalabra: Colección Cuentos Peruanos 3, selección de cuentos de Monólogo desde las tinieblas

- Historias para reunir a los hombres (Editorial Extramuros, 1988)

- Jutito (Bruño, 1997), cuento de Monólogo desde las tinieblas

- La Creación del Mundo (Bruño, 1997), cuento de Monólogo desde las tinieblas

- Cuaderno de agravios y lamentaciones (Fondo Editorial de la UNMSM, 2003)

- La casa apartada (Alfaguara, 2016)

Libro de crónicas y artículos periodísticos
- Aventuras con el candor (Editorial Extramuros, 1989)

Novela
- Perro con poeta en la taberna (Fondo Editorial de la Escuela de Edición de Lima, 2018)

Cuentos traducidos e incluidos en antologías y revistas del extranjero
- 1968 - Das Tier bricht durch [«El animal está en casa»].  En: Luchting, Wolfgang A., Mit Jimmy in Paracas. PERU in Erzählungen der besten zeitgenössischen Autoren. Horst Erdmann Verlag, pp. 188-195.

- 1984 - Cuentos. En: Convenio Andrés Bello, Antología del cuento andino, Bogotá, SECAB

- 1987 - October [«Octubre»]. En: Ramos-García, Luis y Vidal, Luis Fernando, From the Threshold /Desde el umbral: Contemporary Peruvian Fiction in Translation. Bilingual Edition. Austin: Studia Hispanica Editors, pp. 17-24.

- 1989 - Χότσε [«Joche»]. En: Ρήγας Καππάτος y Sologuren, Javier, Περουβιανού Διηγήματος. ΑΘΗΝΑ: ΕΚΔΌΣΕΙΣ ΚΑΣΤΑΝΙΩΤΗ, pp.120-134.

- 1998 - «Miera» y «El mar, el machete y el hombre». En: Aique Grupo Editor S.A. Cuentos breves latinoamericanos. Argentina: Coedición latinoamericana, pp. 124-125.
- 2011 - Berrio, Oscar. «Jutito» y «Monologue for Jutito». Callaloo, vol. 34, no. 2, pp. 252–255.

- 2017 - Jacinto et Manfreda [«Jacinto y Manfreda»]. En: Lima/Lisbonne. Panorama bilingue Meet n° 21. France: Maison des écrivains étrangers et des traducteurs. CNL Centre National Du Livre, pp. 59-68.
- 2019 - Bajini, Irina y Pecoraro, Lucrezia. «Monologo per Jutito» y «La creazione del mondo». La rivista CRIAR – Universitá degli Studi di Milano, vol. 4, pp. 48-52.

## Premios y reconocimientos
Premios y distinciones:
- Premios Primero y Segundo de cuento en el concurso José María Arguedas (1974)

- Primer Premio de cuento y Segundo de periodismo en los Premios Culturales de la Municipalidad de Lima (1983)

- Distinción Casa de la Literatura Peruana (2012). En la actualidad, tal distinción recibe el nombre de Premio Casa de la Literatura Peruana.

- Profesor Emérito de la Universidad Nacional Mayor de San Marcos (2015)

- Profesor Honorario de la Universidad Ricardo Palma (2019)

Homenajes:
- Homenaje central en la XXVII Feria del Libro Ricardo Palma, organizado por la Cámara Peruana del Libro (2006)

- Congreso Internacional sobre Literatura Afroperuana y Afro-latinoamericana: Homenaje a Antonio Gálvez Ronceros (2011), organizado por la Universidad Nacional Federico Villarreal y el Grupo de Estudios Literarios Latinoamericanos Antonio Cândido (GELLAC)

- Homenaje a Juan Rulfo y Antonio Gálvez Ronceros en La Huaca es Poesía (Quinta edición). Complejo Arqueológico Mateo Salado. (2017)